# The Loved Ones (film)
Pour les articles homonymes, voir The Loved Ones.
Pour plus de détails, voir Fiche technique et Distribution.
The Loved Ones (ou Le Podium de bal au Québec) est un film d'horreur australien écrit et réalisé par Sean Byrne, et sorti en 2009

## Synopsis
Une nuit, dans une petite ville de l'État de Victoria, en Australie, le destin croisé de Mia (McNamee) et Jamie (Wilson), qui tombent amoureux lors d'un bal de fin d'année, et de Brent (Samuel), enlevé par une famille psychopathe.

## Fiche technique
- Titre original : The Loved Ones
- Titre français : The Loved Ones
- Titre québécois : Le podium de bal
- Réalisation : Sean Byrne
- Scénario : Sean Byrne
- Direction artistique : Robert Webb
- Décors : Robert Webb
- Costumes : Xanthe Heubel
- Photographie : Simon Chapman
- Montage : Andy Canny
- Musique : Ollie Olsen
- Production : Mark Lazarus et Michael Boughen
- Société(s) de production : Ambience Entertainment, Film Victoria, Omnilab Media et Screen Australia
- Société(s) de distribution : 
  -  Madman Entertainment
  -  Studio Canal
  -  Relativity Media
- Budget : 6,8 millions de dollars
- Pays d’origine :  Australie
- Langue : Anglais
- Format : Couleurs - 35mm - 2.35:1 -  Son Dolby numérique
- Genre : Film d'horreur
- Durée : 84 minutes
- Dates de sortie :
  -  Canada : 13 septembre 2009 (Festival international du film de Toronto)
  -  France/ Belgique/ Suisse : 12 juin 2010
  -  Australie/ Nouvelle-Zélande : 4 novembre 2010
- Classification :
  - France : Interdit aux moins de 16 ans à la télévision[réf. nécessaire]

## Distribution
- Xavier Samuel (VF : Franck Monsigny) : Brent Mitchell
- Robin McLeavy (VF : Olivia Luccioni) : Lola Stone
- John Brumpton (VF : Marc Bretonnière) : le père de Lola
- Richard Wilson (VF : Hervé Grull) : Jamie
- Victoria Thaine-Stephenson (VF : Delphine Rivière) : Holly
- Jessica McNamee : Mia
- Andrew S. Gilbert : Paul
- Suzi Dougherty : Carla
- Victoria Eagger : Judith
- Anne Scott-Pendlebury : « Bright Eyes »
- Fred Whitlock : Dan

## Distinctions

### Récompenses
- 2009 : Prix du public pour Sean Byrne au Festival international du film de Toronto (section « Midnight Madness ») ;
- 2011 : Grand Prix du Jury pour Sean Byrne au  Festival de Gérardmer.

## Accueil critique
The Loved Ones reçoit en majorité des critiques positives. L'agrégateur Rotten Tomatoes rapporte que 96 % des 25 critiques ont donné un avis positif sur le film, avec une assez bonne moyenne de 7,2/10 .